# 二硫化钽
二硫化钽是一种无机化合物，化学式TaS2。 它是具有三配位硫中心和三角棱柱金属中心的层状化合物。它在结构上与更著名的材料二硫化钼 MoS2相似。 TaS2 是一种半导体，有 d1 电子构型。 

## 制备
TaS2 可以由钽 粉和硫在 ~900 °C化合而成。 可以使用碘作为传输剂，通过化学气相传输将其纯化和结晶：
TaS2 + 2 I2 ⇌ TaI4 + 2 S